# Garcinia tetralata
Garcinia tetralata är en tvåhjärtbladig växtart som beskrevs av Cheng Yih Wu och Y.H. Li. Garcinia tetralata ingår i släktet Garcinia och familjen Clusiaceae. Inga underarter finns listade i Catalogue of Life.